# Korevenuru, Mulbagal
Korevenuru là một làng thuộc tehsil Mulbagal, huyện Kolar, bang Karnataka, Ấn Độ.